# Pedro Rodríguez (cardinal)
Pour les articles homonymes, voir Pedro Rodríguez et Rodríguez.
Pedro Rodríguez (né en Espagne et mort le 20 décembre 1310 à Avignon) est un cardinal espagnol du début du XIVe siècle.

## Biographie
Pedro Rodríguez est chanoine à Burgos et est élu évêque de Burgos en 1300.
Le pape Boniface VIII le crée cardinal lors du consistoire de 15 décembre 1302. 
Pedro Rodríguez participe au conclaves de 1304 (élection de Benoît XI) et de 1304-1305 (élection de Clément V). Il est gouverneur de la ville de Terni et légat en Angleterre.